# Fechenbach (Collenberg)

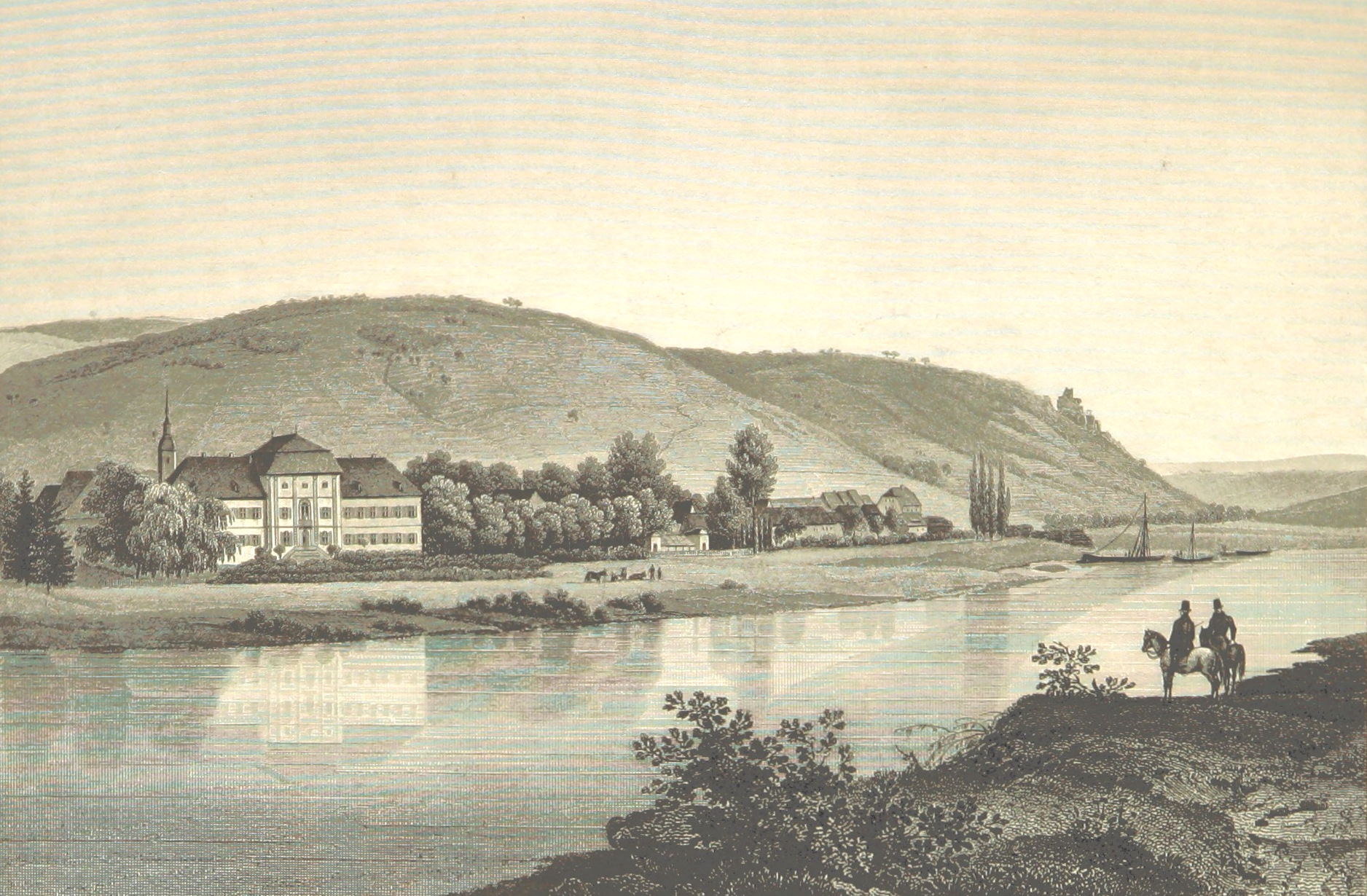
Fechenbach um 1845

Fechenbach ist ein Gemeindeteil der Gemeinde Collenberg im unterfränkischen Landkreis Miltenberg in Bayern.

## Geographie
Das Pfarrdorf Fechenbach liegt am Südrand des Spessarts am rechten Ufer des Mains auf etwa 144 m ü. NHN an der Staatsstraße St 2315 zwischen Dorfprozelten und Reistenhausen. Fechenbach und Reistenhausen sind baulich zusammengewachsen. Durch den Ort führt der Fränkische Marienweg.

### Nachbargemarkungen
Folgende Gemarkungen grenzen an das Ortsgebiet von Fechenbach:
| Eschau und Mönchberg | Wildensee                                   |               |
| Reistenhausen        | Kompassrose, die auf Nachbargemeinden zeigt | Dorfprozelten |
|                      | Freudenberg                                 | Boxtal        |

## Name

### Etymologie
Der Name Fechenbach leitet sich vom gleichnamigen Fechenbach ab, der im Ort in den Main mündet.

### Frühere Schreibweisen
Frühere Schreibweisen des Ortes aus diversen historischen Karten und Urkunden:
| - 1214 Vechinbach - 1240 Vechenbach | - 1248 Fehinbach - 1300 Fechenbach |

## Geschichte
Fechenbach wurde 1214 erstmals urkundlich erwähnt. Grundherren des Ortes waren damals vermutlich die Freiherren von Vechimbach, deren Burg bis 1315 nördlich von Fechenbach auf dem Fechenberg stand.
1754 entwarf der Würzburger Hof- und Dombaumeister Johann Michael Fischer das Schloss Fechenbach als Adelssitz der Freiherren von Reigersberg.
Im Jahr 1862 wurde das Bezirksamt Marktheidenfeld gebildet, auf dessen Verwaltungsgebiet Fechenbach lag. Am 1. April 1931 kam Fechenbach jedoch anlässlich der Reform des Zuschnitts der bayerischen Bezirksämter zum Bezirksamt Miltenberg. Wie überall im Deutschen Reich wurde 1939 die Bezeichnung Landkreis eingeführt. Fechenbach war nun eine der 31 Gemeinden im Altkreis Miltenberg. Am 1. April 1971 schlossen sich die Gemeinden Fechenbach und Reistenhausen (mit dem Dorf Kirschfurt) zur Gemeinde Collenberg zusammen. Der Altkreis Miltenberg vereinigte sich am 1. Juli 1972 mit dem Landkreis Obernburg am Main zum neuen Landkreis Miltenberg.

## Kurioses
Die Fechenbacher sind die „Staffelscheißer“. Viele Häuser des Ortes hatten ein Hochparterre, zu dem eine Treppe (Staffel) hinaufführte. Durch das viele Mainhochwasser waren die Straßen und Hinterhöfe im Altort oft überflutet und man konnte nicht zu den Häuschen im Hof kommen. Man verrichtete deshalb seine Notdurft von der Staffel aus. Sie wurden auch „Wasserärsche“ genannt, weil sie den Allerwertesten über das Wasser hielten.

## Baudenkmäler
- Schloss Fechenbach
- St.-Stephanus-Kirche (Collenberg-Fechenbach)

## Söhne und Tochter des Ortes
- Karl Heilmann (1900–1951), Kommunalpolitiker,  Oberbürgermeister von Weiden
- Anton Tretter (1866–1939), Fotograf, Musikmeister